# 12 de dezembro na Igreja Ortodoxa

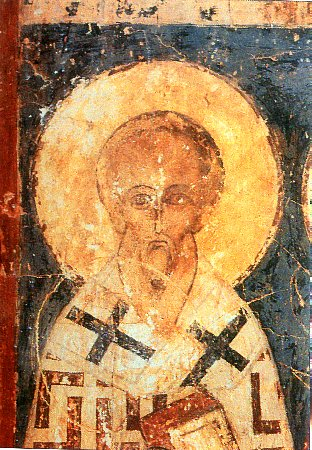
Santo Alexandre de Jerusalém.

Esta página trata das comemorações relativas ao dia 12 de dezembro no ano litúrgico ortodoxo.
Todas as comemorações fixas abaixo são comemoradas no dia 25 de dezembro pelas igrejas ortodoxas sob o Velho Calendário. No dia 12 de dezembro do calendário civil, as igrejas sob o Velho Calendário celebram as comemorações listadas no dia 29 de novembro.

## Santos
- Hieromártir Alexandre de Jerusalém, Bispo de Jerusalém (251)[1][2][3]
- Mártir Sinésio (ou Sineto) de Roma, Leitor, torturado e decapitado ao se negar a sacrificar aos ídolos[3][4][5]
- Mártires Magêncio, Constâncio, Crescêncio, Justino e seus companheiros, em Trier, durante o reinado de Diocleciano, sob o governador Ricciovaro (c. 287)[6][7]
- Mártir Etério, sob Maximiano, torturado e decapitado ao se negar a sacrificar aos ídolos[8]
- Santo Espiridão o Taumaturgo, Bispo de Tremetousia (348)[3][9][10]
- Santa Abra de Poitiers, filha de Santo Hilário de Poitiers (c. 360)[6]
- São Corentino (Kaourintin) de Quimper, primeiro Bispo de Quimper, viveu como eremita em Plomodiern (490)[6]
- São Finnian (Finian, Fionán ou Fionnán) de Clonard, em Meath, mestre dos Doze Apóstolos da Irlanda e um dos pais do monasticismo irlandês (549)[3][6][11]
- São Columba de Terryglass, nascido em Leinster, discípulo de São Finnian e Abade de Terryglass, em Munster (552)[6][12]
- São Gregório de Terracina, discípulo de São Bento de Núrsia, e com seu irmão, São Especioso, monge em Terracina (c. 570)[6]
- São Cormac (Cormac mac Eogain), abade na Irlanda (século VI)[6]
- São Colman de Glendalough, Abade (659)[3][6]
- Santa Ágata, monja em Wimborne, Dorset, e discípula de Santa Lioba, ajudou São Bonifácio em seu trabalho missionário na Alemanha (c. 790)[6]
- Venerável Amonato, monge[13]
- Venerável Anto, monge.[14]
- Santa Eufemiana, monja[15]
- Mártir João, abade do Mosteiro de Zedazeni, Misqueta, pelos muçulmanos (século IX)[3][16][17][18]
- São João, Metropolita de Zichon, fundador do Mosteiro do Precursor no Monte Menikion, perto de Serres (1333)[3][19]
- Venerável Teraponto, Abade de Monza (1597)[3][20]
- Venerável Germano do Alasca, Taumaturgo (1836)[3][21][22]

## Outras comemorações
- Sinaxe dos Protomártires da Terra Americana:
  - Hieromártir Juvenal do Alasca (1796) e Mártir Pedro, o Aleúte (1815)
  - Novos Mártires Anatólio (Kamensky) de Irkutsk, Serafim (Samoilovich) de Uglitch, João (Kochurov) de Chicago (1917) e Alexandre (Khotovitsky) de Nova Iorque (1937)[21][23][24]
- Repouso de Flegonte (Ostrovsky), estilita de Kimlyai (Mordóvia) (1870)[3]